# Elecciones presidenciales de Costa de Marfil de 2010
Las elecciones presidenciales de Costa de Marfil de 2010 se efectuaron el 31 de octubre y 21 de noviembre de ese mismo año. En estos comicios se realizaron bajo un clima de hostilidad entre el gobierno saliente y el vencedor, con acusaciones de fraude electoral y generando una crisis política que duró hasta 2011.

## Antecedentes
Después de cinco años de sucesivos aplazamientos de los comicios, los cuales se llegaron a postergar hasta en un total de seis ocasiones con el alegato de una complicada identificación de votantes, se celebraron en Costa de Marfil las primeras elecciones pluripartidistas de su historia el 31 de octubre del 2010. Sin embargo, éstas no fueron convocadas por la propia voluntad del estado africano sino que fue la presión internacional, ejercida por medio de actos como la aprobación en el verano del mismo año de la resolución 1933 del Consejo de Seguridad de las Naciones Unidas en la que se expresaba la preocupación de esta organización internacional con respecto al hecho de que no se hubiesen llamado a las urnas a los ciudadanos del estado africano durante un lustro, la que llevó al poder ejecutivo a acceder a tomar tal decisión.

## Primera vuelta
Es así, como el 31 de octubre estaban cerca de 5.700.000 habitantes habilitados para votar, lo que corresponde aproximadamente a un 25% de la población del país. En la primera vuelta de las elecciones concurrieron un total de 14 partidos políticos y se produjo una participación masiva del electorado que rondó el 83% en medio de un clima de tranquilidad democrática, favorecido por el despliegue militar realizado por las fuerzas vinculadas a Naciones Unidas.
Esta etapa, como era de esperar, dio ganador al presidente en ejercicio Laurent Gbagbo, candidato del FPI, pero solo logró un 38% lo que le dio una mayoría relativa, obligando a extender el proceso a un balotaje contra la segunda mayoría relativa, en este caso Alassane Ouattara, candidato del RDR. La tercera fuerza política la representó el expresidente Henri Konan Bedié, abanderado del PDCI-RDA, quien descontento con el resultado solicitó un nuevo escrutinio alegando fraude electoral y manipulación de resultados. Sus reclamaciones no fueron atendidas y la segunda vuelta se celebró el 28 de noviembre.

### Resultados
|  | 38,04 % |

|  | 32,07 % |

|  | 25,24 % |

|  | 2,57 % |

|  | 0,37 % |

|  | 0,29 % |

|  | 0,27 % |

|  | 0,27 % |

|  | 0,25 % |

|  | 0,23 % |

|  | 0,13 % |

|  | 0,12 % |

|  | 0,10 % |

|  | 0,05 % |

## Segunda vuelta
Con la apertura de la campaña del balotaje se vino una escalada de violencia en todo el territorio marfileño, como también un incremento en la tensión entre la población civil. A pesar de las continuas llamadas a la calma por organismos nacionales como internacionales, la inestabilidad social perduró hasta los comicios.
Durante todo el período de campaña fallecieron 5 manifestantes, lo cual obligó al gobierno a imponer un toque de queda el día previo a las elecciones para resguardar la seguridad antes de inicias el proceso democrático.
Ya el día 28 de noviembre, integrantes del Frente Popular Marfileño, que apoyaban la opción del candidato oficialista Laurent Gbagbo afirmaron que en las regiones del norte se habían cometido irregularidades en las votaciones a favor del candidato opositor.

### Crisis política
Tras una serie de dificultades, la Comisión Electoral Independiente (CEI) logró publicar los resultados electorales que atribuían la victoria al candidato de la oposición, Alassane Ouattara con un 54,1% de los votos válidamente emitidos. Sin embargo, pasadas solo dos horas de dicho pronunciamiento, el Consejo Constitucional Marfileño los anuló que alegó que el CEI había sobrepasado el plazo de 72 horas asignado para la entrega de resultados provisionales. 
Los resultados provisionales se dieron entonces el 2 de diciembre. Sin embargo, el día siguiente el Consejo Constitucional hace entrega de un nuevo conteo de votos tras anular una cantidad de boletas y declaran polémicamente el triunfo del oficialista Laurent Gbagbo, con un resultado de 2.054.537 votos, menos que lo que el CEI estaba anunciado, pero los votos de su adversario eran también menores a los que se dieron el día previo, con 1.938.672 sufragios. Con este escenario, el presidente electo era Gbagbo.
Esto generó una nueva crisis política que se prolongó hacia un conflicto armado, entre las fuerzas de ambos candidatos. El Consejo Constitucional decide ante esto anular su declaración anterior y proclamar definitivamente a Ouattara el 5 de mayo de 2011, tras una guerra civil que obligó a Gbagbo a ceder el sillón presidencial.

### Resultados oficiales
|  | 45,9 % |

|  | 54,1 % |